# چالش دارچین

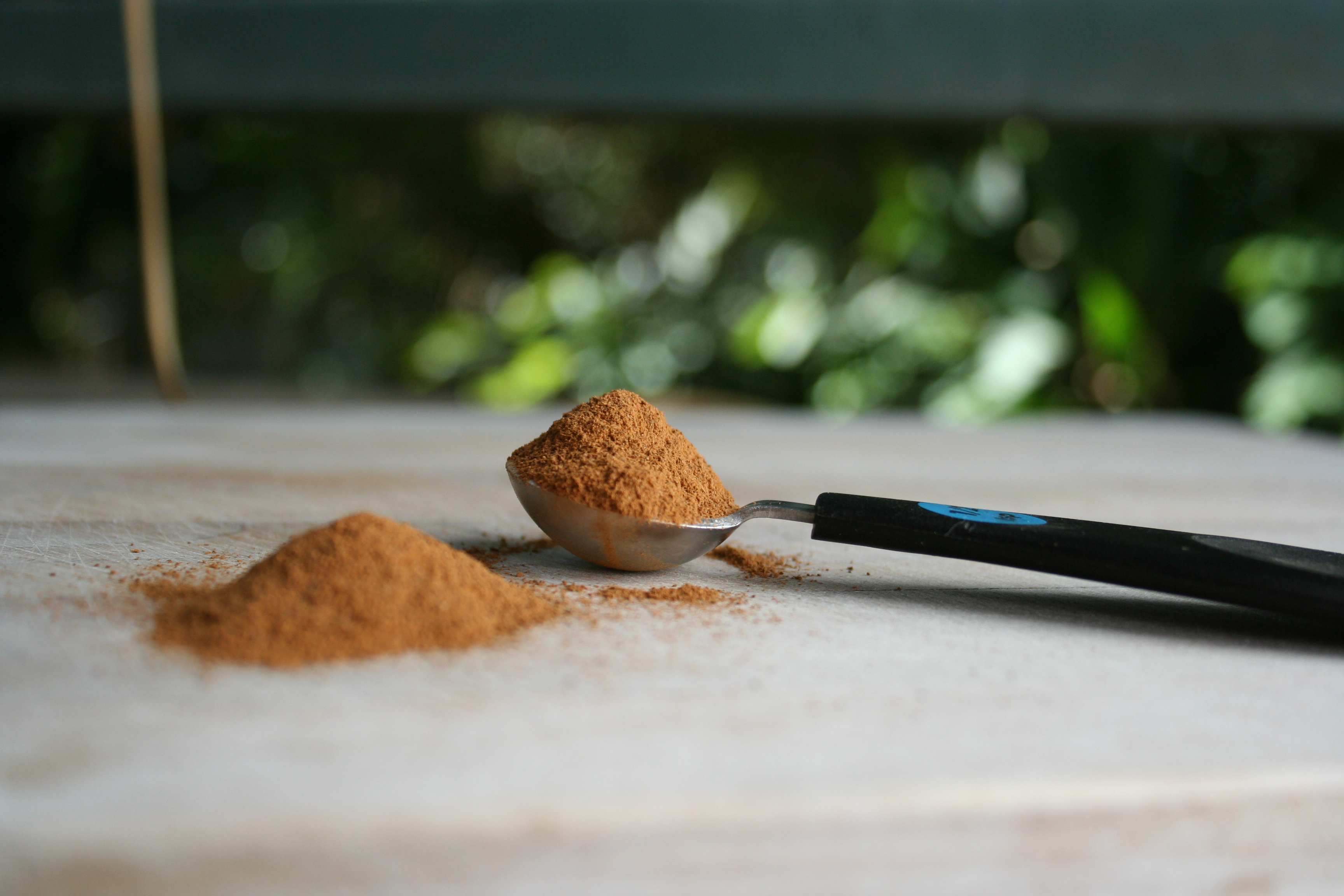
یک قاشق دارچین برای این چالش

چالش دارچین یک چالش غذایی است که در آن فرد باید یک قاشق دارچین آسیاب شده را در کمتر از ۶۰ ثانیه بخورد بدون آنکه هیچگونه نوشیدنی پس از آن بنوشد، سپس فیلم این کار خود را در اینترنت و فضای مجازی منتشر کند.

## گزارش‌ها و آسیب‌ها
این چالش بسیار سخت و خطرناک است چون دارچین پس از ورود به دهان، سطح دهان و گلو را می‌پوشاند و آن را خشک می‌کند درنتیجه فرد دچار رفلکس حلقی می‌شود، شروع به سرفه کردن یا بالا آوردن می‌کند که در این میان ممکن است دارچین وارد شُش‌ها شود و مشکلات تنفسی ایجاد کند این کار خطر ابتلا به التهاب ریه و در نهایت عفونت ریه و هواجنبی را در پی دارد. .
این چالش در سال ۲۰۰۱ معرفی شد و تا سال ۲۰۰۷ به خوبی شناخته شد. تا سال ۲۰۱۰ بسیاری فیلم خود را در حال خوردن یک قاشق دارچین در شبکه‌های اجتماعی و یوتیوب منتشر کردند. چالش خوردن دارچین همچنان فعال است تا سال ۲۰۱۲ روزانه ۷۰ هزار بار این چالش در توئیتر یاد می‌شد.
در میانهٔ انجام این چالش ممکن است دارچین از بینی فرد خارج شود و به مخاط داخل بینی دارچین بچسبد. دارچین سرشار از سینامالدهید است این ماده باعث خارش، سوزش و ناراحتی در بافت بینی و نواحی تنفسی می‌شود.
در سه ماههٔ نخست سال ۲۰۱۲ مرکز کنترل سم آمریکا بیش از ۱۰۰ مورد تماس از مشکلات ناشی از چالش خوردن دارچین گزارش داده‌است. یک دانش آموز در میشیگان به دلیل انجام این چالش، چهار روز در بیمارستان به سر برد و یک پسربچهٔ چهار ساله در سال ۲۰۱۵ در اثر خوردن دارچین دچار اختناق شد و از دنیا رفت.